# Toys in the Attic (album)
Toys in the Attic treći je studijski album američke hard rock skupine Aerosmith koji izlazi u travnju 1975.g. Ovim albumom probijaju se na tržište i ostaju u okvirima hard rock standarda. Godine 2003. album dolazi na 228. mjesto popisa "najboljih 500 albuma za sva vremena" od časopisa "Rolling Stone".
Skladbu "Toys in the Attic", američka skupina R.E.M. 1986., objavljuje na B-strani svoga singla "Fall on Me", a također je dostupna i na kompilacijskom albumu Dead Letter Office. Skladbu "Sweet Emotion" na svojim materijalima objavljuju sastavi "The Answer", "Warrant" i "Ratt".

## Popis pjesama
Sve pjesme napisao je Steven Tyler i Joe Perry, osim gdje je drugačije naznačeno.

### Strana prva
1. "Toys in the Attic"  – 3:06
  - Tekst - J. Perry, S. Tyler
2. "Uncle Salty" – 4:10
  - Ritam gitara - Tom Hamilton
  - Tekst - S. Tyler, T. Hamilton
3. "Adam's Apple" – 4:34
  - Aranžer - Steven Tyler
  - Tekst - S. Tyler
4. "Walk This Way" – 3:40
  - Tekst - J. Perry, S. Tyler
5. "Big Ten Inch Record"[1] – 2:14
  - Pianino - Scott Cushnie
  - Tekst - F. Weismantel

### Strana druga
1. "Sweet Emotion" – 4:34
  - Bas Marimba - Jay Messina
  - Tekst - S. Tyler, T. Hamilton
2. "No More No More"– 4:34
  - Pianino - Scott Cushnie
  - Tekst - J. Perry, S. Tyle
3. "Round and Round" (Tyler, Brad Whitford) – 5:05
  - Tekst - B. Whitford, S. Tyle
4. "You See Me Crying" (Tyler, Darren Solomon) – 5:12
  - Aranžer - Steven Tyler
  - Tekst - D. Solomon, S. Tyle

## Osoblje
Aerosmith
- Tom Hamilton (glazbenik) – bas-gitara
- Joey Kramer – bubnjevi, udaraljke, prateći vokali
- Joe Perry – gitara, prateći vokali, bas-gitara, udaraljke, slajd gitara
- Steven Tyler – prvi vokal, harmonika, udaraljke, klavijature
- Brad Whitford – gitara

Gostujući glazbenici
- Scott Cushnie – pianino u skladbama "Big Ten Inch Record" i "No More No More"
- Michael Mainieri – dirigent
- Jay Messina – udaraljke, marimba u skladbi "Sweet Emotion"

Ostalo osoblje
- Producent: Jack Douglas (The Record Plant)
- Projekcija: Jay Messina
- Asistent projekcije: Rod O'Brien, Corky Stasiak, David Thoener
- Aranžer: Aerosmith, Jack Douglas, Steven Tyler
- Aranžer orkestra: Michael Mainieri
- Mastering: Doug Sax (The Mastering Lab), Los Angeles, Kalifornija
- Dizajn albuma: Pacific Eye and Ear
- Ilustracija: Ingrid Haenke
- Fotografija: Bob Belott
- Direkcija: David Krebs, Steve Leber
- Producent remasteringa: Don DeVito
- Projekcija masteringa: Vic Anesini
- Dizajn omota: Lisa Sparagano, Ken Fredette
- Fotografija: Jimmy Ienner
- Dizajn: Leslie Lambert
- Umjetnički nadzor: Joel Zimmerman

## Top lista
Album
| Godina | Top lista            | Pozicija |
| ------ | -------------------- | -------- |
| 1975.  | Billboard Pop Albums | #11      |

Singlovi
| Godina | Singl           | Top lista                        | Pozicija |
| ------ | --------------- | -------------------------------- | -------- |
| 1975.  | "Sweet Emotion" | Billboard Pop Singles            | #36      |
| 1977.  | "Walk This Way" | Billboard Pop Singles            | #10      |
| 1991.  | "Sweet Emotion" | Billboard Mainstream Rock Tracks | #36      |

## Certifikat
| Organizacija  | Naklada       | Datum               |
| ------------- | ------------- | ------------------- |
| RIAA – SAD    | Zlatni        | 11. kolovoza 1975.  |
| CRIA – Kanada | Zlatni        | 1. travnja 1977.    |
| CRIA – Kanada | Platinasti    | 1. prosinca 1978.   |
| RIAA – SAD    | Platinasti    | 21. studenog 1986.  |
| RIAA – SAD    | 4X Platinasti | 21. studenog 1986.  |
| RIAA – SAD    | 5X Platinasti | 2. studenog 1988.   |
| RIAA – SAD    | 6X Platinasti | 28. listopada 1994. |
| RIAA – SAD    | 8X Platinasti | 4. lipnja 2002.     |

## Vanjske poveznice
- discogs.com - Aerosmith - Toys In The Attic